# Willy Kutschbach
Willy Kutschbach (Greiz, 27 de maio de 1907 — Berlim, 24 de junho de 1978) foi um ciclista alemão. Ele terminou em último lugar no Tour de France 1935.